# Palace of Whitehall

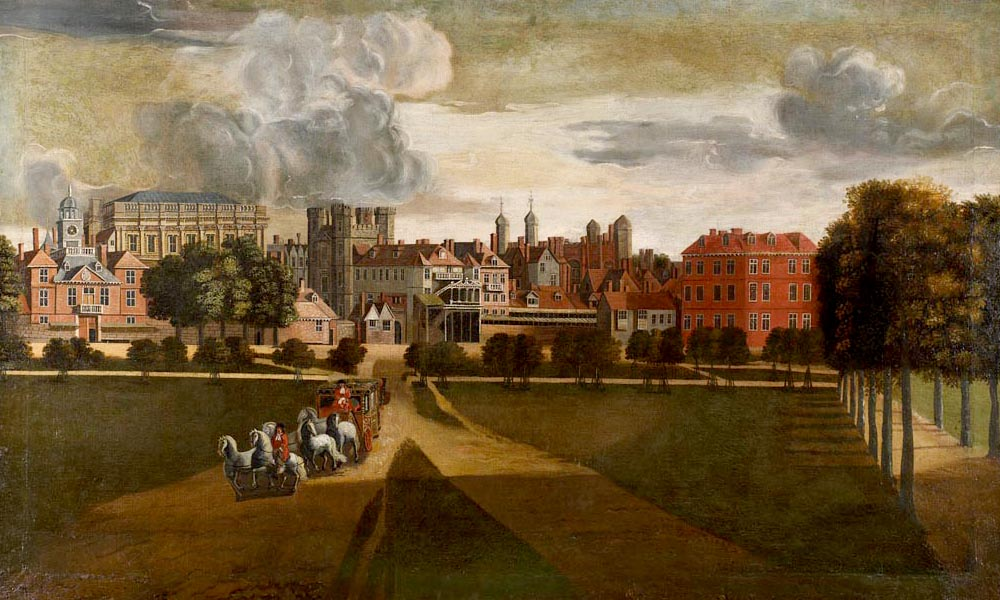
The Palace of Whitehall av Hendrick Danckerts.

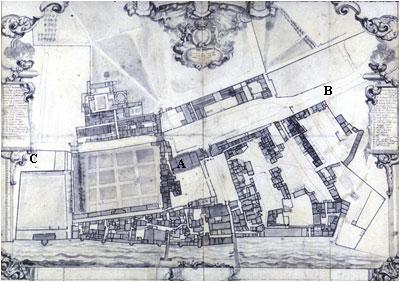
Ritning över Whitehall Palace 1680.

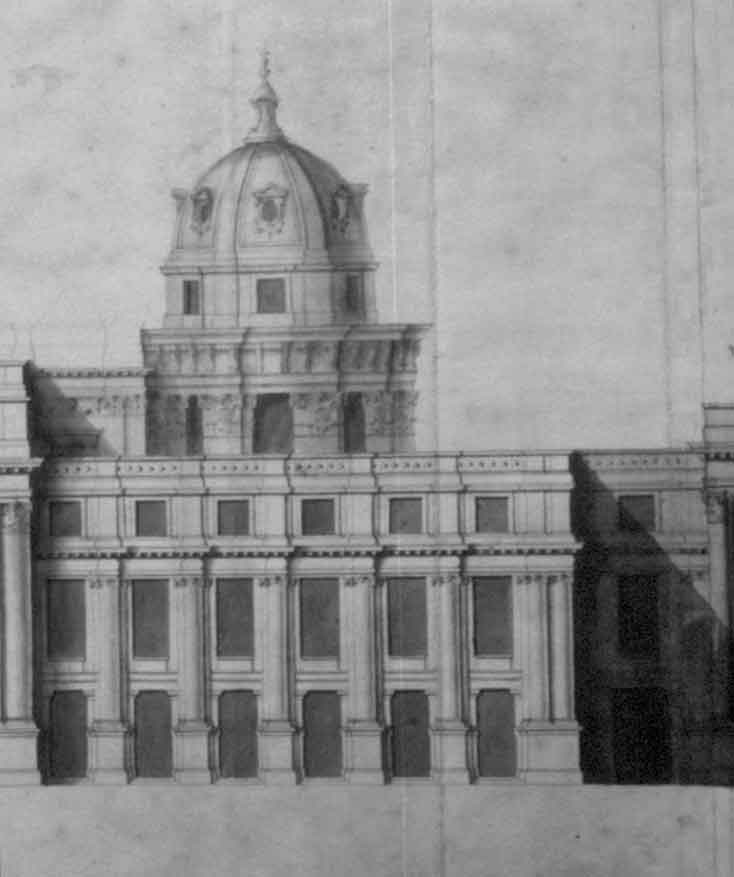
Del av ett ersättningsförslag ritat av Christopher Wren 1698. Palatset byggdes aldrig.

Whitehallpalatset (engelska: Palace of Whitehall) var de engelska monarkernas huvudresidens i London från 1530 till 1698 då allt utom Inigo Jones Banqueting House från 1622 förstördes i en brand. Före branden var palatset, med sina över 1 500 rum, det största i  Europa.
Palatset har gett sitt namn till en gata, Whitehall, längs vilken många av regeringens kanslibyggnader och ministerier är belägna, varför Whitehall kommit att bli metonym för den brittiska regeringen. 

## Läge
Då palatset var som störst sträckte det sig över stora delar av det område som numera avgränsas av Northumberland Avenue i norr, till Downing Street och nästan till Derby Gate i söder; höjden av de nuvarande byggnaderna mot Horse Guards Road i väster, till floden Themsens dåvarande strand i öster (Victoria Embankment har sedan dess tagit mer landområde från Themsen) – totalt omkring 93 000 kvadratmeter.

## Historia
Under 1200-talet hade Westminsterpalatset blivit Englands styrelsecentrum, och hade varit kungarnas huvudresidens i London sedan 1049. Området däromkring blev ett populärt och dyrt läge. Walter de Grey, som var ärkebiskop av York, köpte ägorna kort efter 1240 och kallade dem York Place.  
Kung Edvard I bodde vid flera tillfället i palatset medan byggnadsarbeten pågick på Westminster, och byggnaden utvidgades för att ge plats för hans följe. York Place byggdes om under 1400-talet och expanderade så mycket under kardinal Thomas Wolseys tid att det endast var Lambeth Palace som kunde mäta sig med det som den mest storslagna byggnaden i London, även när man räknade med kungens Londonpalats. När kung Henrik VIII avlägsnade kardinalen från makten 1530, tog han även över York Place och lät det ersätta Westminster som sitt huvudresidens i London.
Henrik VIII lät bygga om York Place, och fortsatte att bygga ut det under sin livstid. Inspirerad av Richmond Palace, lade han även till en fritidsdel med ett bowlingområde, tennisbanor, en plats för tuppfäktning samt ett område för tornerspel. Över 30 000 pund beräknas ha spenderats på detta under 1540-talet, dubbelt så mycket som hela uppförandet av Bridewell Palace. 1547 avled han i Whitehallpalatset.
Kung Jakob I gjorde några betydande förändringar av byggnaderna, särskilt uppförandet av det nya Banqueting House 1622, som ritades av Inigo Jones och ersatte ett tidigare banketthus från drottning Elisabet I:s tid. Dess utsmyckning färdigställdes 1634 med takmålningar av Sir Peter Paul Rubens, beställda av kung Karl I (som skulle komma att avrättas framför byggnaden 1649). Kring 1650 var palatset det största sekulära byggnadskomplexet i England, med över 1 500 rum. Det var oregelbundet och bestod av delar i många olika storlekar och arkitektoniska stilar – det såg mer ut som en liten stad än en enskild byggnad. 
Kung Karl II lät utföra mindre arbeten på palatset. Som sin fader, Karl I, dog även han här; dock av slaganfall, inte genom avrättning. Kung Jakob II lät göra olika ändringar med hjälp av Sir Christopher Wren, däribland ett nytt kapell som stod färdigt 1687, ombyggnad av drottningens våningar (1688?) och drottningens privatbostad (1689).